# His Nibs

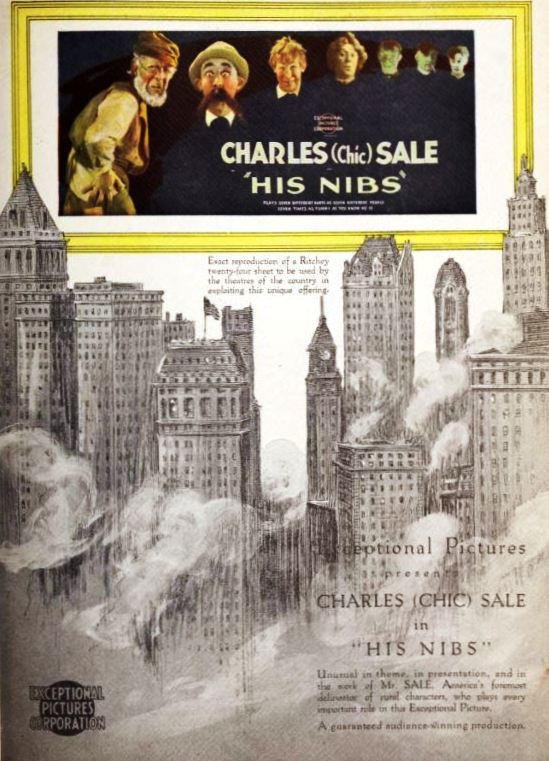
Annonce du film dans Exhibitors Herald.

His Nibs est un film américain réalisé par Gregory La Cava et sorti en 1921. Charles "Chic" Sale y tient sept rôles différents.

## Synopsis
Un cinéma projette le film He Fooled 'Em All. Le propriétaire, opérateur et projectionniste est "His Nibs". Il dit au public qu'il a coupé les titres du film, mais qu'il expliquera l'action au fur et à mesure: un garçon quitte une petite ville dans le film-dans-le-film pour gagner sa vie à la ville, mais il se fait escroquer, ses vêtements sont volés et il est obligé de devenir plongeur pour payer son loyer. Une fille et son père sont incités par un escroc à visiter la ville, mais heureusement, ils se retrouvent à l'hôtel où le garçon travaille. Tout cela est expliqué par "His Nibs" qui ajoute son propre commentaire sur l'action au fur et à mesure que l'histoire se déroule. Après avoir éliminé la fin heureuse habituelle, "His Nibs" dit au public que le garçon et la fille finissent par se marier.

## Fiche technique
- Réalisation : Gregory La Cava
- Scénario : Arthur Hoerl
- Production : Exceptional Pictures

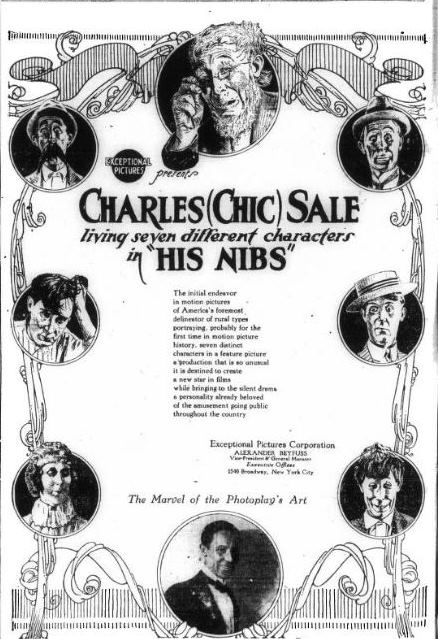
Les sept personnages incarnés par Charles Chic dans le film.

- Distributeur : "His Nibs" Syndicate
- Montage : Arthur Hoerl
- Durée : 5 bobines[1]
- Date de sortie : 22 octobre 1921[2].

## Distribution

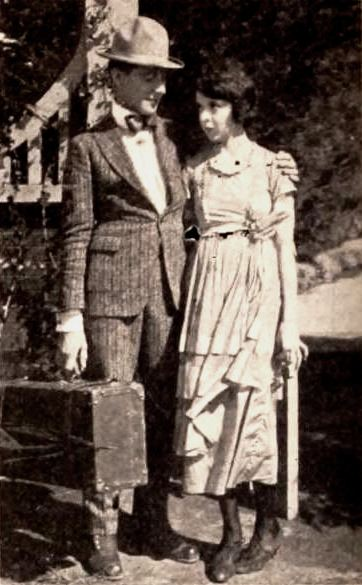
Charles « Chic » Sale et Colleen Moore dans une scène du film.

- Charles « Chic » Sale : le garçon, Theodore Bender, le projectionniste, Miss Dessie Teed, l'organiste, Mr. Percifer, Peelee Gear Jr.
- Colleen Moore : la fille
- Joseph Dowling : le père de la fille
- J. P. Lockney
- Walt Whitman : le père du garçon
- Lydia Yeamans Titus : la mère du garçon
- Harry Edwards